# Setana, Hokkaidō
Setana (せたな町 Setana-chō) là thị trấn thuộc huyện Kudō, phó tỉnh Hiyama, Hokkaidō, Nhật Bản. Tính đến ngày 1 tháng 10 năm 2020, dân số ước tính thị trấn là 7.398 người và mật độ dân số là 12 người/km2. Tổng diện tích thị trấn là 638,67 km2.

## Địa lý

### Khí hậu
| Dữ liệu khí hậu của Setana, Hokkaidō    | Dữ liệu khí hậu của Setana, Hokkaidō | Dữ liệu khí hậu của Setana, Hokkaidō | Dữ liệu khí hậu của Setana, Hokkaidō | Dữ liệu khí hậu của Setana, Hokkaidō | Dữ liệu khí hậu của Setana, Hokkaidō | Dữ liệu khí hậu của Setana, Hokkaidō | Dữ liệu khí hậu của Setana, Hokkaidō | Dữ liệu khí hậu của Setana, Hokkaidō | Dữ liệu khí hậu của Setana, Hokkaidō | Dữ liệu khí hậu của Setana, Hokkaidō | Dữ liệu khí hậu của Setana, Hokkaidō | Dữ liệu khí hậu của Setana, Hokkaidō | Dữ liệu khí hậu của Setana, Hokkaidō |
| Tháng                                   | 1                                    | 2                                    | 3                                    | 4                                    | 5                                    | 6                                    | 7                                    | 8                                    | 9                                    | 10                                   | 11                                   | 12                                   | Năm                                  |
| --------------------------------------- | ------------------------------------ | ------------------------------------ | ------------------------------------ | ------------------------------------ | ------------------------------------ | ------------------------------------ | ------------------------------------ | ------------------------------------ | ------------------------------------ | ------------------------------------ | ------------------------------------ | ------------------------------------ | ------------------------------------ |
| Cao kỉ lục °C (°F)                      | 9.3 (48.7)                           | 11.1 (52.0)                          | 16.0 (60.8)                          | 23.5 (74.3)                          | 27.1 (80.8)                          | 31.7 (89.1)                          | 31.6 (88.9)                          | 32.8 (91.0)                          | 31.8 (89.2)                          | 24.7 (76.5)                          | 19.6 (67.3)                          | 14.0 (57.2)                          | 32.8 (91.0)                          |
| Trung bình ngày tối đa °C (°F)          | 0.6 (33.1)                           | 1.2 (34.2)                           | 4.8 (40.6)                           | 10.4 (50.7)                          | 15.1 (59.2)                          | 19.0 (66.2)                          | 23.0 (73.4)                          | 25.1 (77.2)                          | 22.4 (72.3)                          | 16.4 (61.5)                          | 9.5 (49.1)                           | 3.0 (37.4)                           | 12.5 (54.6)                          |
| Trung bình ngày °C (°F)                 | −1.9 (28.6)                          | −1.4 (29.5)                          | 1.7 (35.1)                           | 6.5 (43.7)                           | 11.1 (52.0)                          | 15.3 (59.5)                          | 19.5 (67.1)                          | 21.4 (70.5)                          | 18.2 (64.8)                          | 12.4 (54.3)                          | 6.1 (43.0)                           | 0.3 (32.5)                           | 9.1 (48.4)                           |
| Tối thiểu trung bình ngày °C (°F)       | −4.7 (23.5)                          | −4.4 (24.1)                          | −1.6 (29.1)                          | 2.4 (36.3)                           | 7.2 (45.0)                           | 12.0 (53.6)                          | 16.8 (62.2)                          | 18.2 (64.8)                          | 13.9 (57.0)                          | 7.9 (46.2)                           | 2.5 (36.5)                           | −2.5 (27.5)                          | 5.6 (42.2)                           |
| Thấp kỉ lục °C (°F)                     | −16.2 (2.8)                          | −15.3 (4.5)                          | −11.6 (11.1)                         | −5.0 (23.0)                          | −1.5 (29.3)                          | 2.3 (36.1)                           | 6.9 (44.4)                           | 9.1 (48.4)                           | 3.0 (37.4)                           | −1.1 (30.0)                          | −6.5 (20.3)                          | −12.0 (10.4)                         | −16.2 (2.8)                          |
| Lượng Giáng thủy trung bình mm (inches) | 53.7 (2.11)                          | 48.3 (1.90)                          | 51.1 (2.01)                          | 68.8 (2.71)                          | 94.9 (3.74)                          | 67.3 (2.65)                          | 116.3 (4.58)                         | 145.5 (5.73)                         | 145.4 (5.72)                         | 104.6 (4.12)                         | 99.1 (3.90)                          | 72.0 (2.83)                          | 1.070,7 (42.15)                      |
| Số ngày mưa trung bình                  | 13.9                                 | 11.6                                 | 10.8                                 | 9.8                                  | 10.0                                 | 7.7                                  | 9.4                                  | 9.6                                  | 11.1                                 | 13.0                                 | 14.3                                 | 14.0                                 | 135.2                                |
| Số giờ nắng trung bình tháng            | 26.4                                 | 47.6                                 | 122.7                                | 177.4                                | 192.7                                | 167.6                                | 147.4                                | 172.3                                | 173.2                                | 136.0                                | 66.1                                 | 29.8                                 | 1.459,3                              |
| Nguồn 1: Cục Khí tượng Nhật Bản         |                                      |                                      |                                      |                                      |                                      |                                      |                                      |                                      |                                      |                                      |                                      |                                      |                                      |
| Nguồn 2: Cục Khí tượng Nhật Bản         |                                      |                                      |                                      |                                      |                                      |                                      |                                      |                                      |                                      |                                      |                                      |                                      |                                      |